# Rikke Olsen
Rikke Olsen (Roskilde, 19 april 1975) is een Deense badmintonspeelster.

## Algemeen
Rikke Olsen maakte haar debuut in het professionele badminton circuit in 1992. Zij vertegenwoordigde haar land, Denemarken, tijdens het All England Tournament. Al op zesjarige leeftijd kwam zij in aanraking met de badmintonsport door haar familie. Haar drie zussen spelen ook badminton.
In 1998/1999 ontving Olsen de 'Fair Player of the Year' award in de 'Copenhagen National League'.

## Olympische Zomerspelen 2004
Tijdens de Olympische Zomerspelen 2004 speelde Olsen in het damesdubbel met haar partner Ann-Lou Jørgensen. In de eerste ronde hadden zij een 'bye', in de tweede ronde versloegen zijn Nicole Grether en Juliane Schenk. Tijdens de kwartfinale werd er door Olsen en Jørgensen verloren van het Chinese duo Huang Sui en Gao Ling (15-6, 15-7).
Naast de damesdubbel kwam Olsen ook uit in het Olympisch gemengd dubbel samen met partner Jonas Rasmussen. In de eerste ronde hadden zij een 'bye' en versloegen de Nieuw-Zeelandse Daniel Shirley en Sara Petersen in de tweede ronde. De derde ronde, kwartfinale, werd eveneens gewonnen van het Koreaanse mix koppel Kim Dong Moon en Ra Kyung Min (17-4, 15-8). In de halve finale moesten zij aantreden tegen het Britse koppel Nathan Robertson en Gail Emms. Olsen en Rasmussen verloren (15-6, 15-12). In de kleine finale, voor de bronzen medaille, werd eveneens verloren tegen landgenoten Jens Eriksen en Mette Schjoldager (15-5, 15-5).

## Resultaten (Damesdubbel)
Olympische Zomerspelen
- Vierde plaats Damesdubbel(2000 Sydney,AUS)
- Kwartfinale Damesdubbel (2000 Sydney, AUS)

Wereldkampioenschappen
- Halve finale Damesdubbel (2003 Birmingham, UK)
- Halve finale Damesdubbel (2003 Birmingham, UK)
- Halve finale Damesdubbel (2001 Seville, ESP)
- Halve finale Damesdubbel (1999 Kopenhagen, DEN)
- Halve finale Damesdubbel (1997 Glasgow, UK)
- Halve finale Damesdubbel (1995 Lausanne, ZWI)
- Kwartfinale Damesdubbel (2001 Seville, ESP)

World Grand Prix
- Winnaar Damesdubbel (2002 Rutac Holland Open)
- Winnaar Damesdubbel (2002 Yonex German Open)
- Winnaar Damesdubbel (2001 German Open)
- Winnaar Damesdubbel (2001 Denmark Open)
- Winnaar Damesdubbel (2000 Chinese Taipei Open)
- Winnaar Damesdubbel (2000 Dutch Open)
- Winnaar Damesdubbel (2000 Denmark Open)
- Winnaar Damesdubbel (1999 Malaysia Open)
- Winnaar Damesdubbel (1999 Indonesia Open)
- Winnaar Damesdubbel (1998 Hongkong Open)
- Winnaar Damesdubbel (1998 Swiss Open)

- Tweede Damesdubbel (2002 Noonnoppi Korea Open)
- Tweede Damesdubbel (2002 Yonex German Open)
- Tweede Damesdubbel (2001 Singapore Open)
- Tweede Damesdubbel (2001 China Open)
- Tweede Damesdubbel (2001 All England Open)
- Tweede Damesdubbel (2001 Swiss Open)
- Tweede Damesdubbel (2000 Indonesia Open)
- Tweede Damesdubbel (2000 Chinese Taipei Open)
- Halve finale Damesdubbel (2003 Yonex All England Open)
- Halve finale Damesdubbel (2003 Hong Kong Open)
- Halve finale Damesdubbel (2003 Proton Eon Malaysia Open)
- Halve finale Damesdubbel (2003 Chinese Taipei Open)
- Halve finale Damesdubbel (2002 Rutac Holland Open)
- Halve finale Damesdubbel (2002 Realkredit Denmark Open)
- Halve finale Damesdubbel (2002 Singapore Open)
- Halve finale Damesdubbel (2002 All England Open)
- Halve finale Damesdubbel (2002 China Open)
- Halve finale Damesdubbel (2001 Samsung Korea Open)
- Halve finale Damesdubbel (2001 Singapore Open)
- Halve finale Damesdubbel (2000 Samsung Korea Open)